# Cybalomia arenalis
Cybalomia arenalis là một loài bướm đêm trong họ Crambidae.